# 점박이낮도마뱀붙이
스페클 데이 게코(speckled day gecko)라 불리는 점박이낮도마뱀붙이(Phelsuma guttata)는 주행성 도마뱀붙이류의 일종이다. 마다가스카르 동부에 분포하며, 보통 우림에 서식하고 나무에서 살아간다. 점박이낮은 곤충과 꽃꿀을 주로 먹는다.

## 형태
점박이낮은 꼬리까지 13 cm에 달하여 중형 낮도마뱀붙이류에 속한다. 이 가늘고 주둥이가 길쭉한 도마뱀붙이류는 짙은 초록색을 띈다. 등의 가운데, 아랫부분에는 작은 주황색 점이 몇 개 있다. 코에서 눈을 가로질러 귓구멍까지 검은색 줄무늬가 있다. 보통 목덜미에 V자 줄무늬가 몇 개 있다. 옆구리, 다리, 발가락에는 흰색 반점들이 나있다. 몇몇 개체군에는 목 부위에 푸른 점이 몇 개 나있다. 배는 회백색이다.

## 분포
이 녀석은 마다가스카르 북동부의 해안 지역과 근방의 몇몇 작은 섬들에서 살아간다.
점박이낮은 우림의 나무에서 살아가며 밝은 햇빛을 피한다. 대부분의 원시우림이 인류의 손에 파괴되었기 때문에, 점박이낮은 덤불과 바나나나무에서도 살아간다.

## 습성
점박이낮은 다양한 곤충 따위의 무척추동물을 잡아먹는다. 부드럽고 달콤한 과육, 꽃가루, 꽃꿀도 좋아한다.
이 종은 보통 나무에서 쌍을 이뤄 살아간다. 새끼는 주로 키작은 덤불 주변에 서식한다.

## 번식
암컷은 한 쌍의 알을 나뭇잎더미 속이나 느슨한 나무껍질 아래에 낳아 숨긴다. 알은 온도가 28 °C일 때, 40–45일 후에 부화한다. 신생아는 꼬리까지 45 mm에 이른다.

## 사육
점박이낮은 식물이 무성한 큰 테라리움에서 쌍으로 키워야 한다. 기온은 25-28 °C (84 °F), 습도는 75%를 유지하여야 한다. 사육 시에는 귀뚜라미, 벌집나방(en:Waxworm), 초파리, 밀웜, 집파리 따위를 먹일 수 있다.